# ناحية البارقية
ناحية البارقية إحدى نواحي سوريا تتبع إداريّاً لمحافظة طرطوس منطقة صافيتا ومركزها بلدة البارقية، بلغ تعداد سكان الناحية 7,336 نسمة حسب التعداد السكاني لعام 2004.

## بلدات وقرى ناحية البارقية
البارقية، بساتين، عين الصحن، حابا، جديدة حزور، المجيدل، قلعة نمرة، الزعفرانة،بيت أصلان،عين الريحانة،بيت بارود.